# Matitanana

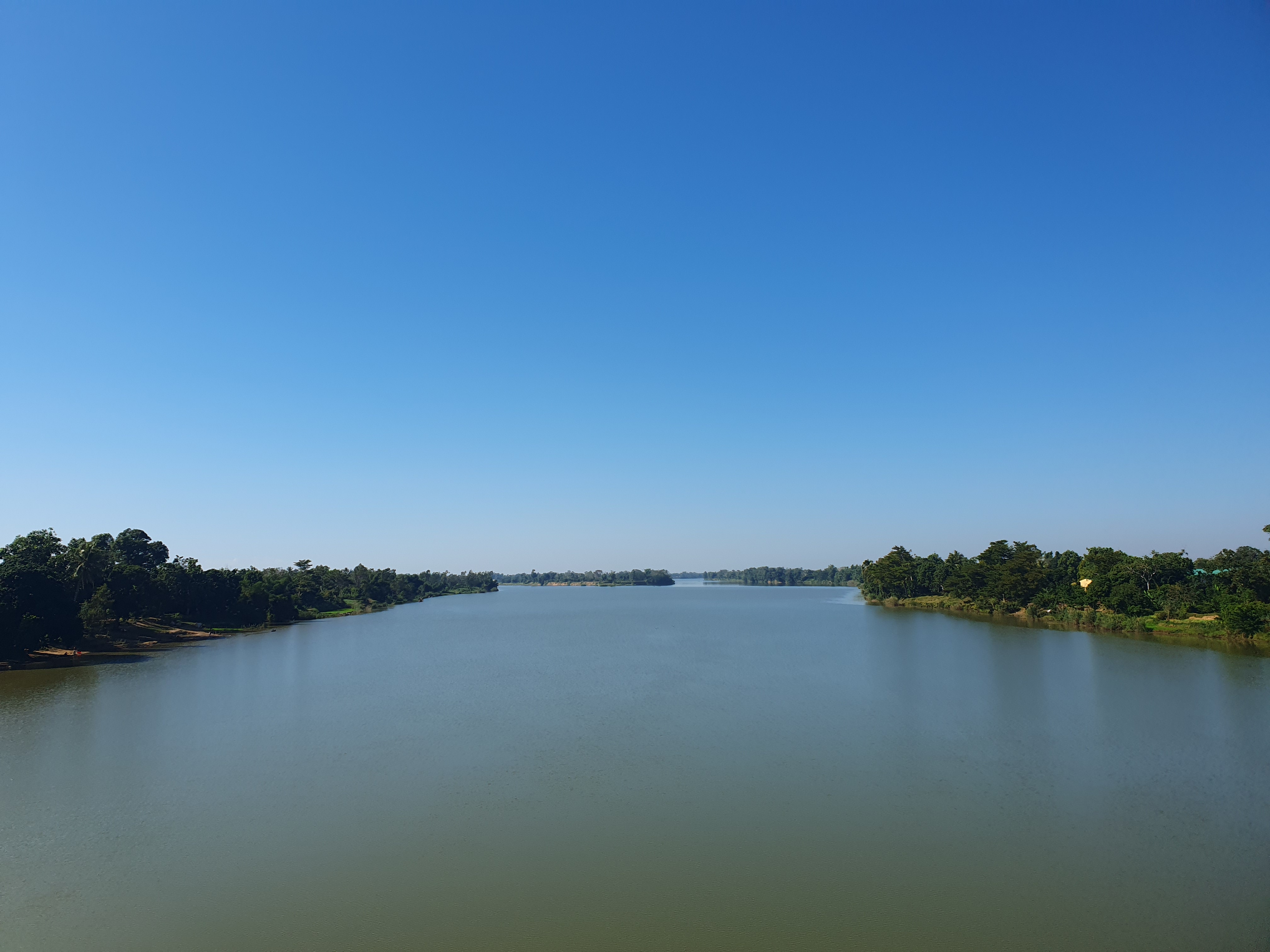
La Matitanana à Vohitrindry.

La Matitanana est un fleuve de Madagascar situé dans la région Sud-Est, qui se jette dans l'océan Indien, à Vohipeno. 

## Hydrographie
Son bassin versant, comprenant notamment les rivières Sahafina, Rienana, Manankazo et Manandria, s'étend sur 4 395 km2.